# Кумса
Кумса (рос. Кумса) — річка в Республіці Карелії, у Росії. Довжина річки становить 62 км, площа водозбірного басейна — 738 км².
По лівій стороні, за 14 км від гирла впадає річка Остер.

## Галерея

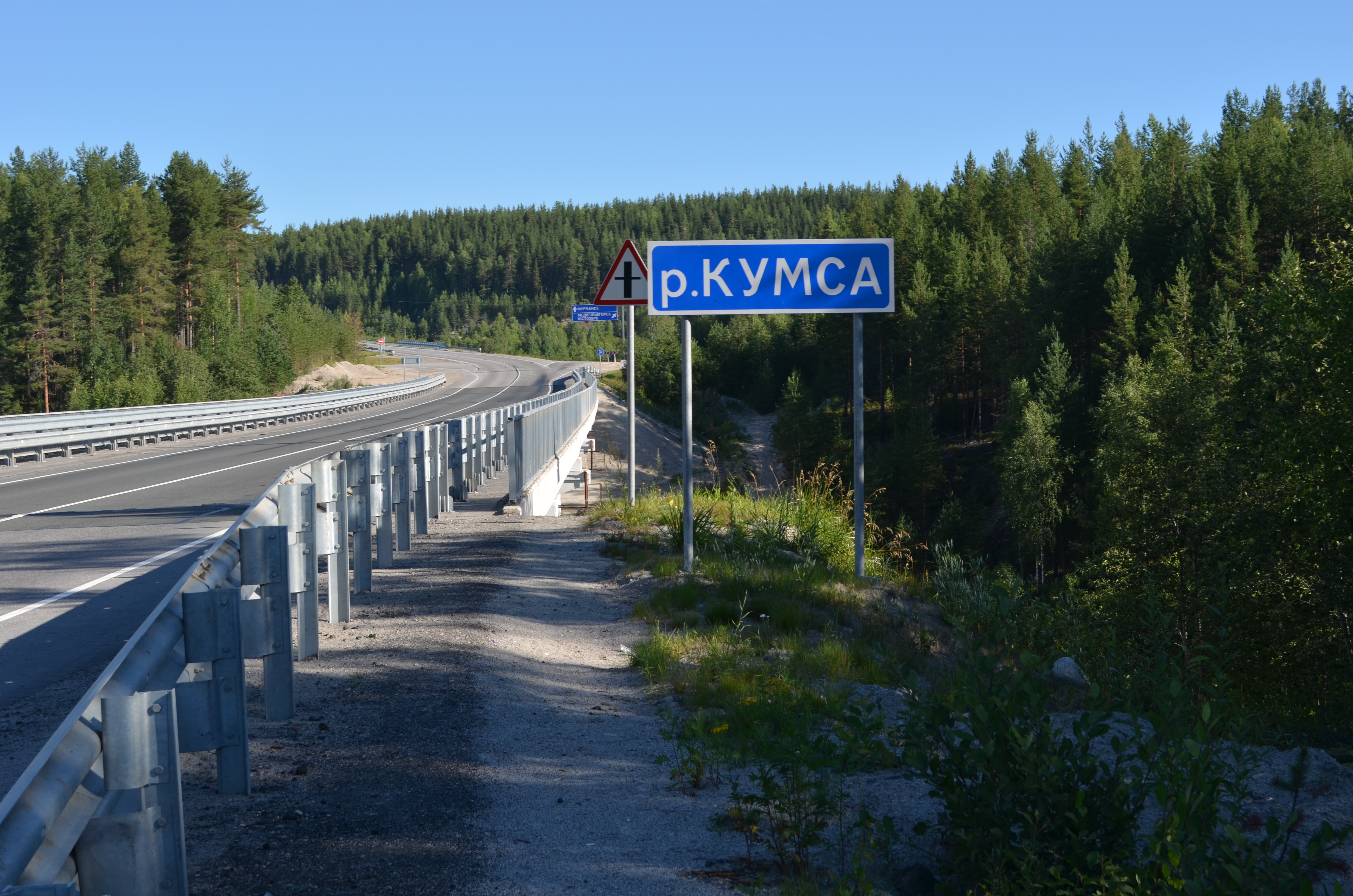
Знак на автомобільній дорозі М18
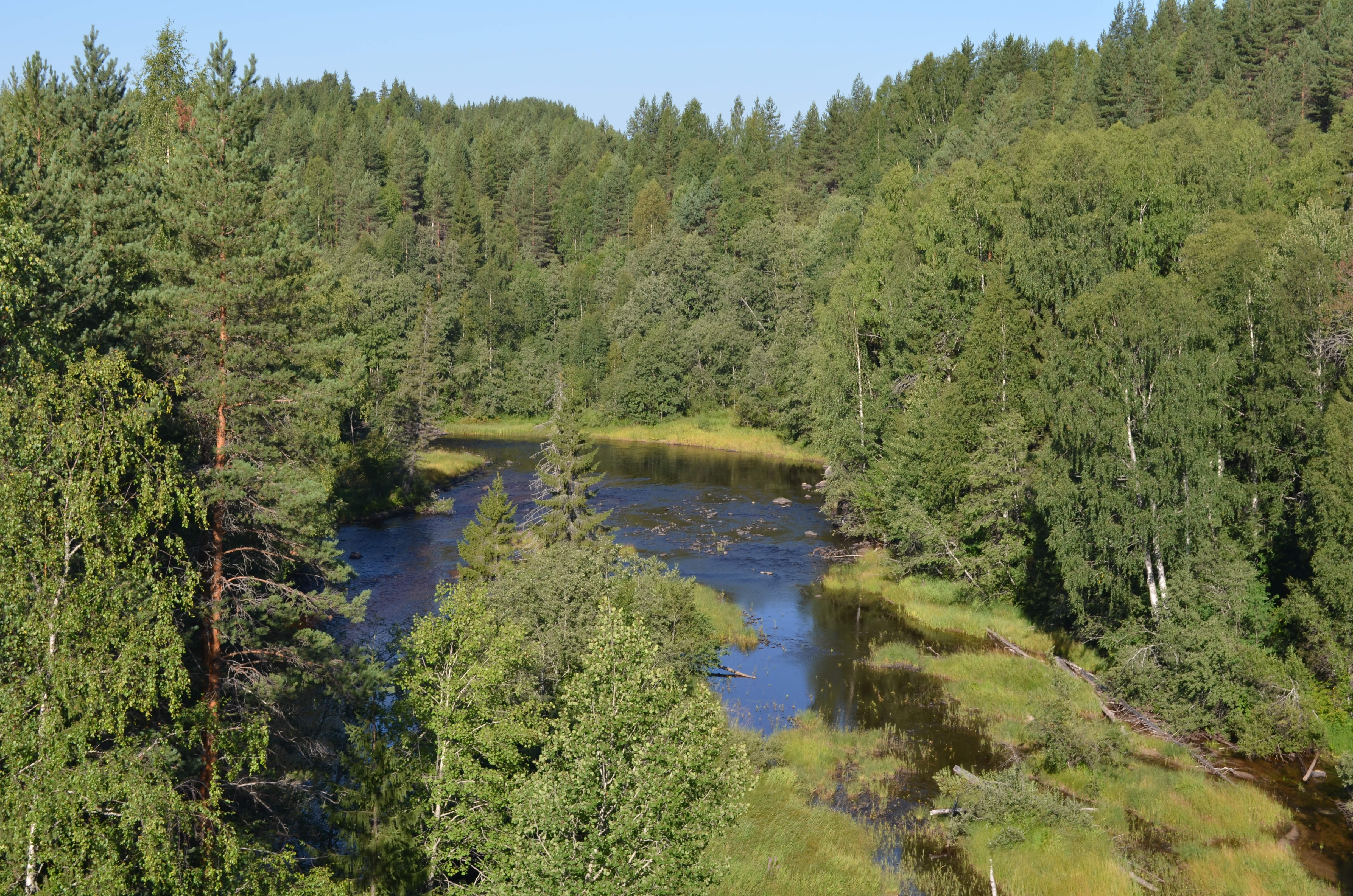
Річка поблизу Медвеж'єгорська
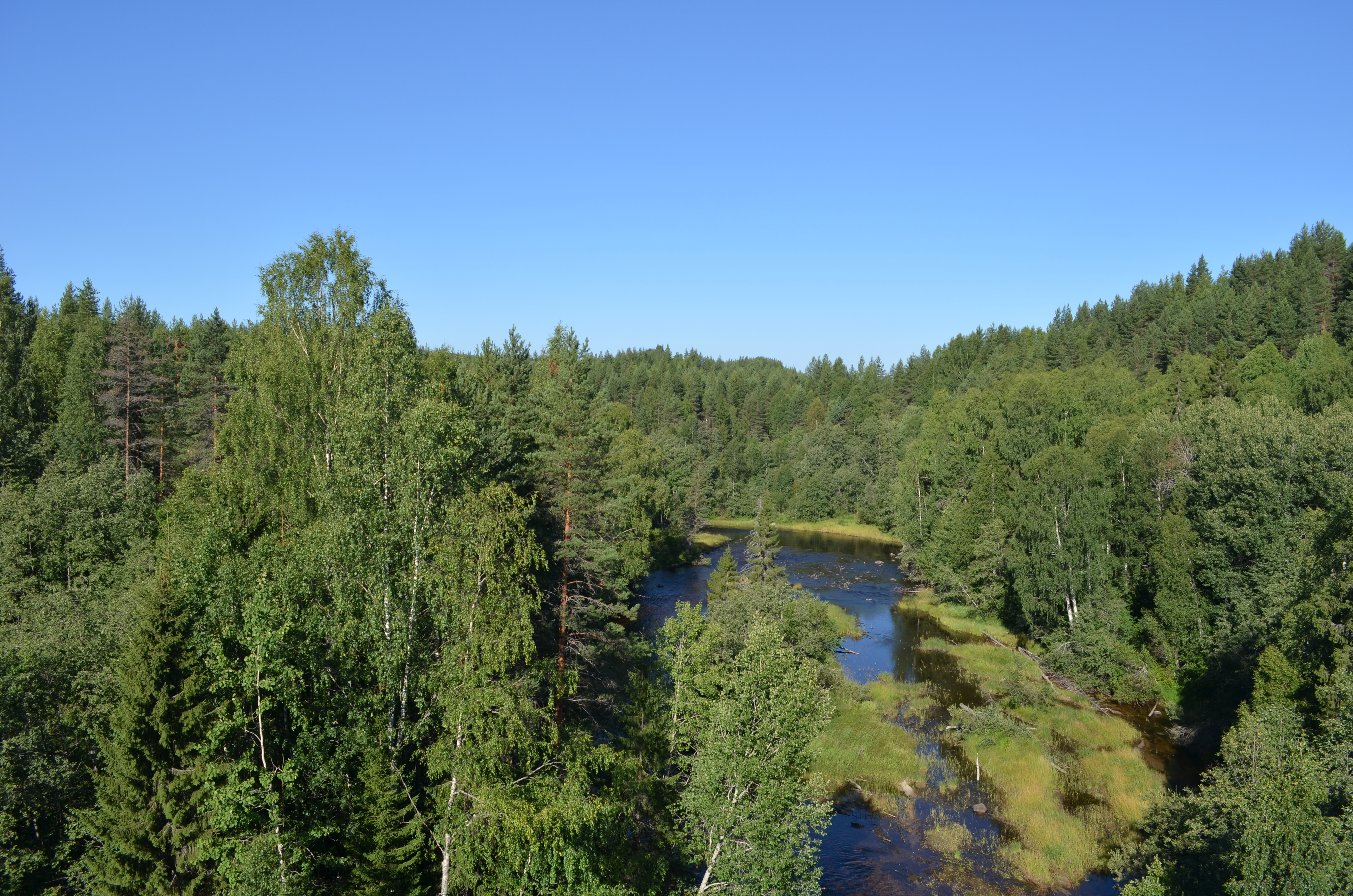
Річка поблизу Медвеж'єгорська